# Вуре
Вуре (фр. Vourey) — коммуна во Франции, находится в регионе Рона — Альпы. Департамент коммуны — Изер. Входит в состав кантона Тюллен. Округ коммуны — Гренобль.
Код INSEE коммуны — 38566. Население коммуны на 1999 год составляло 1548 человек. Населённый пункт находится на высоте от 181  до 402  метров над уровнем моря. Муниципалитет расположен на расстоянии около 460 км юго-восточнее Парижа, 75 км юго-восточнее Лиона, 22 км северо-западнее Гренобля. Мэр коммуны — François Bosment, мандат действует на протяжении 2008—2014 гг.
Динамика населения (INSEE):